# Mycosphaerella graminicola
Mycosphaerella graminicola (abans Septoria tritici) és una espècie de fongs ascomicot de l'ordre capnodials (Capnodiales), família Mycosphaerellaceae. És un fong filamentós fitopatogen del blat en concret ataca les seves fulles i resulta una malaltia difícil de controlar per la resistència als fungicides. Actualment és una de les malalties més importants del blat i és un dels fongs fitopatògens més importants del món.
El 2011, Quaedvlieg et al. van fer servir una nova combinació per aquesta espècie: Zymoseptoria tritici (Desm.) Quaedvlieg & Crous, 2011.

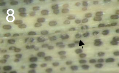
Picnidis madurs de Mycosphaerella graminicola en una fulla de blat.

## Descripció
Aquest fong causa la septoriosi que provoca taques necròtiques a les fulles del blat. Aquestes taques contenen picnidis asexuals i pseudotecis sexuals.
L'estadi asexual, anamorf, abans rebia el nom de Septoria tritici. Les picnidiòspores que mesuren 1,7-3,4 x 39-86 μm germinen de forma lateral o teminal.
En l'estadi sexual (teleomorf) els peritecis són globosos i fan 68-114 μm de diàmetre.

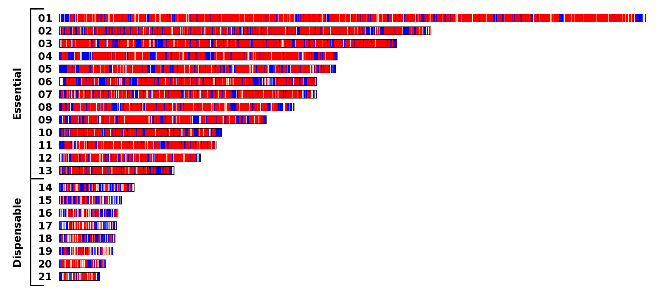
Els cromosomes 1-13 són els més grans i essencials. Els cromosomes 14-21 són més petits i dispensables.

### Genètica
Mycosphaerella graminicola representa un model intrigant pels estudis genètics en els fongs fitopatògens. Són fongs haploides.
Se’n va seqüenciar el genoma l'any 2011 el qual té una llargada de 39,7 Mb, El genoma conté 21 cromosomes, que és el nombre més gros troba en ascomicets.
Un aspecte vistós de la genètica de Mycosphaerella graminicola és la presència de molts cromosomes dispensables (“dispensable chromosome”).
El genoma de Mycosphaerella graminicola comparat amb altres fitopatògens conté pocs gens per trencar la paret cel·lular de les plantes, cosa que el fa més similar als endòfits que als patògens.

## Evolució
El fong Mycosphaerella graminicola ha estat un patogen del blat des de la domesticació de la planta 10.000–12.000 anys enrere. El llinatge infecciós emergí de fitopatògens relacionats que infectaven les herbes silvestres. Hi va haver coevolució i es va estendre globalment com ho va fer el blat. Mycosphaerella graminicola mostra un alt grau d'especificitat per l'hoste i de virulència.
La subespècie 1 de Mycosphaerella graminicola, la més relacionada, es va aïllar a l'Iran de dues espècies de gramínies, Agropyron repens i Dactylis glomerata que creixien properes a un camp de blat cultivat (Triticum aestivum).

## Cicle vital
Al contrari que altres fitopatògens, Mycosphaerella graminicola infecta a través de l'estoma més que no pas per penetració directa i ha un llarg període latent de dues setmanes després de la infecció El pas de la biotrofia a la necrotrofia és una característica inusual compartida amb la majoria dels fongs del gènere Mycosphaerella.
S'ha suggerit que les ascòspores de Mycosphaerella graminicola s'haurin estès amb els vents dominants (d'oest a est) per tot Europa.